# Communauté de communes de Gémozac et de la Saintonge Viticole
Die Communauté de communes de Gémozac et de la Saintonge Viticole ist ein französischer Gemeindeverband mit der Rechtsform einer Communauté de communes im Département Charente-Maritime in der Region Nouvelle-Aquitaine. Sie wurde am 26. Dezember 1995 gegründet und umfasst 16 Gemeinden. Der Verwaltungssitz befindet sich im Ort Gémozac.
Infolge einer Änderung der Kantonsbezeichnung im Jahr 2015 wurde der Gemeindeverband von seiner ursprünglichen Bezeichnung Communauté de communes du Canton de Gémozac et de la Saintonge Viticole auf die aktuelle Bezeichnung umbenannt.

## Historische Entwicklung
Der Gemeindeverband wurde am 26. Dezember 1995 von ursprünglich 15 Mitgliedern gegründet. Zum 1. Januar 2013 kam die Gemeinde Thézac hinzu.

## Mitgliedsgemeinden
| Gemeinde                                                      | Einwohner 1. Januar 2022 | Fläche km² | Dichte Einw./km² | Code INSEE | Postleitzahl |
| ------------------------------------------------------------- | ------------------------ | ---------- | ---------------- | ---------- | ------------ |
| Berneuil                                                      | 1.163                    | 25,45      | 46               | 17044      | 17460        |
| Cravans                                                       | 859                      | 14,72      | 58               | 17133      | 17260        |
| Gémozac                                                       | 3.033                    | 31,93      | 95               | 17172      | 17260        |
| Jazennes                                                      | 548                      | 10,84      | 51               | 17196      | 17260        |
| Meursac                                                       | 1.544                    | 26,17      | 59               | 17232      | 17120        |
| Montpellier-de-Médillan                                       | 686                      | 14,85      | 46               | 17244      | 17260        |
| Rétaud                                                        | 1.057                    | 19,92      | 53               | 17296      | 17460        |
| Rioux                                                         | 977                      | 18,98      | 51               | 17298      | 17460        |
| Saint-André-de-Lidon                                          | 1.220                    | 23,83      | 51               | 17310      | 17260        |
| Saint-Simon-de-Pellouaille                                    | 684                      | 8,95       | 76               | 17404      | 17260        |
| Tanzac                                                        | 296                      | 11,23      | 26               | 17438      | 17380        |
| Tesson                                                        | 1.144                    | 12,13      | 94               | 17441      | 17460        |
| Thaims                                                        | 387                      | 8,74       | 44               | 17442      | 17120        |
| Thézac                                                        | 332                      | 12,42      | 27               | 17445      | 17600        |
| Villars-en-Pons                                               | 578                      | 13,32      | 43               | 17469      | 17260        |
| Virollet                                                      | 298                      | 10,01      | 30               | 17479      | 17260        |
| Communauté de communes de Gémozac et de la Saintonge Viticole | 14.806                   | 274,72     | 54               | –          | –            |

## Geographie

### Lage
Der Gemeindeverband liegt südlich der Stadt Saintes und westlich von Pons; er gehört zur historischen Kulturlandschaft der Saintonge.

### Landschaft
Die von etwa 5 bis maximal 72 Meter Höhe ü. d. M. sich erstreckende Landschaft hat ein leicht welliges Profil.

### Klima
Vorherrschend ist ein eher ausgeglichenes und mildes Seeklima. Die maximalen Tagestemperaturen erreichen im Sommer 30 bis 35 °C; im Winter liegen sie bei 10 bis 15 °C. Nacht- oder gar Tagesfröste sind sehr selten.

## Wirtschaft
Die Böden der Gemeinden des Gemeindeverbands gehören zu den Fins Bois und Bons Bois des Weinbaugebietes Cognac, doch wird auf vielen landwirtschaftlichen Flächen auch Getreide angebaut.

## Sehenswürdigkeiten
In nahezu jedem Ort der Saintonge steht eine romanische Kirche. Sehenswert sind vor allem die beiden Kirchen von Rétaud und Rioux.